# Elle est d'ailleurs (album)
Albums de Pierre Bachelet
L'Atlantique Les Corons
Elle est d'ailleurs est le 2e album studio de Pierre Bachelet. L'album est sorti en 1980. Quatre de ses chansons marquent le début de la première collaboration du chanteur-mélodiste avec le parolier Jean-Pierre Lang.

## Liste des titres
| No | Titre                    | Paroles                         | Musique         | Durée |
| -- | ------------------------ | ------------------------------- | --------------- | ----- |
| 1. | Je t'écris de Mars       | Pierre Bachelet - Mitzi Bravine | Pierre Bachelet | 4:53  |
| 2. | La Photo en couleurs     | Pierre Bachelet                 | Pierre Bachelet |       |
| 3. | Comme c'est loin tout ça | Jean-Pierre Lang                | Pierre Bachelet | 3:18  |
| 4. | Rosemary                 | Pierre Bachelet - Mitzi Bravine | Pierre Bachelet |       |
| 5. | Carnaval                 | Pierre Bachelet                 | Pierre Bachelet | 4:18  |
| 6. | Elle est d'ailleurs      | Jean-Pierre Lang                | Pierre Bachelet | 3:53  |
| 7. | L'Amour en verlan        | Pierre Bachelet                 | Pierre Bachelet |       |
| 8. | L'Orage                  | Jean-Pierre Lang                | Pierre Bachelet | 4:12  |
| 9. | Je pense à toi           | Jean-Pierre Lang                | Pierre Bachelet | 3:38  |

## Single extrait de l'album
- Elle est d'ailleurs / Carnaval